# Lichtenau (Lübbenau/Spreewald)
Lichtenau, niedersorbisch Lichtnow, ist ein Gemeindeteil des Ortsteils Kittlitz der Stadt Lübbenau/Spreewald im Norden des südbrandenburgischen Landkreises Oberspreewald-Lausitz. Am 31. Dezember 2022 hatte Lichtenau 58 Einwohner.

## Lage
Lichtenau liegt in der Niederlausitz im östlichen Teil des Naturparks Niederlausitzer Landrücken und südlich des Spreewalds. Lichtenau liegt am Ostufer des Lichtenauer Sees, der aus dem ehemaligen Tagebau Schlabendorf-Nord entsteht.
Im Norden grenzt Lichtenau an den Lübbenauer Ortsteil Groß Beuchow. Im Osten folgt der Ortsteile Kittlitz mit den Gemeindeteilen Eisdorf und Schönfeld. Im Süden und Südwesten jenseits des ehemaligen Tagebaus liegen der Bathow und Zinnitz, die Calauer Ortsteile sind. Im Westen ebenfalls auf der gegenüberliegenden Seite des Tagebaus liegen Orte des Landkreises Dahme-Spreewald, Egsdorf und Görlsdorf.

## Geschichte

### Ortsgeschichte
Der Ortsname bezeichnet einen Ort in einer Lichtung, also auf einer Rodung. Lichtenau wurde im Jahr 1319 als Lichtenow erwähnt, 1397 als Lichtno und 1447 als Lichtenaw. Die niedersorbische Namensvariante wurde 1761 und 1847 als Lichtnow genannt.
Im Ergebnis des Wiener Kongresses kam Lichtenau mit der gesamten Niederlausitz an das Königreich Preußen und gehörte zum Landkreis Luckau. Am 21. Juli 1875 wurde Lichtenau und der Gutsbezirk Lichtenau aus dem Landkreis Luckau in den Landkreis Calau eingegliedert. Mit der brandenburgischen Kreisreform 1950 schied Lichtenau mit weiteren Gemeinden aus dem Landkreis Calau, der in den Landkreis Senftenberg umgewandelt wurde, aus und wurde dem Landkreis Lübben (Spreewald) angegliedert. Im Jahr 1952 kamen die Orte an den neu gegründeten Kreis Calau.
Zum 1. Januar 1926 wurde Lichtenau nach Tornow eingemeindet. Ab Beginn der 1960er-Jahre wurde in der Gegend um Lichtenau und Tornow Braunkohle in Tagebauen abgebaut. Tornow wurde durch im Jahr 1968 durch den Tagebau Schlabendorf-Nord devastiert. Die Flur von Tornow und Lichtenau wurde zum 25. Januar 1968 nach Kittlitz eingegliedert.
Am 26. Oktober 2003 wurden Kittlitz mit seinen Gemeindeteilen darunter Lichtenau und die Orte Boblitz, Groß Beuchow, Bischdorf, Groß Klessow, Hindenberg, Groß Lübbenau, Klein Radden, Leipe sowie Ragow in Lübbenau/Spreewald als Ortsteile eingegliedert.
Lichtenau gehört zum Kirchenkreis Niederlausitz.

### Einwohnerentwicklung
| Einwohnerentwicklung in Lichtenau von 1875 bis 1925 | Einwohnerentwicklung in Lichtenau von 1875 bis 1925 | Einwohnerentwicklung in Lichtenau von 1875 bis 1925 | Einwohnerentwicklung in Lichtenau von 1875 bis 1925 | Einwohnerentwicklung in Lichtenau von 1875 bis 1925 | Einwohnerentwicklung in Lichtenau von 1875 bis 1925 | Einwohnerentwicklung in Lichtenau von 1875 bis 1925 | Einwohnerentwicklung in Lichtenau von 1875 bis 1925 |
| Jahr                                                | Einwohner                                           | Jahr                                                | Einwohner                                           | Jahr                                                | Einwohner                                           | Jahr                                                | Einwohner                                           |
| --------------------------------------------------- | --------------------------------------------------- | --------------------------------------------------- | --------------------------------------------------- | --------------------------------------------------- | --------------------------------------------------- | --------------------------------------------------- | --------------------------------------------------- |
| 1875                                                | 59                                                  | 1890                                                | 60                                                  | 1910                                                | 74                                                  | 1925                                                | 59                                                  |

## Wirtschaft und Infrastruktur
Lichtenau liegt südlich des Autobahndreiecks Spreewald, an dem die Bundesautobahn 15 in die direkt östlich des Ortes verlaufende Bundesautobahn 13 übergeht. An die A 13 ist Lichtenau über die Anschlussstelle Kittlitz angebunden.